# Skoky na lyžích na Zimních olympijských hrách 1964
Skoky na lyžích na Zimních olympijských hrách 1964 v Innsbrucku zahrnovaly poprvé dvě soutěže ve skocích na lyžích. Byly opět i součástí mistrovství světa v klasickém lyžování a kromě olympijských medailí se tak udělovaly i medaile z mistrovství světa. Místem konání byly olympijský skokanský můstek Toni Seelos v Seefeldu v Tyrolsku a skokanský můstek Bergisel v Innsbrucku.
Skokani absolvovali vždy tři skoky, z nichž se počítaly dva nejlepší. Naposledy na zimních olympijských hrách startovaly Spolková republika Německo a NDR jako celoněmecké družstvo. Všechny medaile získali skokani ze Skandinávie. 

## Přehled medailí
| Pořadí | Země         | Zlato | Stříbro | Bronz | Celkově |
| ------ | ------------ | ----- | ------- | ----- | ------- |
| 1.     | Norsko (NOR) | 1     | 1       | 2     | 4       |
| 2.     | Finsko (FIN) | 1     | 1       | 0     | 2       |
| Celkem | Celkem       | 2     | 2       | 2     | 6       |

## Medailisté

### Muži
| Disciplína     | Zlato                           | Výkon | Stříbro                         | Výkon | Bronz                            | Výkon |
| -------------- | ------------------------------- | ----- | ------------------------------- | ----- | -------------------------------- | ----- |
| střední můstek | Veikko Kankkonen · Finsko (FIN) | 229,9 | Toralf Engan · Norsko (NOR)     | 226,3 | Torgeir Brandtzæg · Norsko (NOR) | 222,9 |
| velký můstek   | Toralf Engan · Norsko (NOR)     | 230,7 | Veikko Kankkonen · Finsko (FIN) | 228,9 | Torgeir Brandtzæg · Norsko (NOR) | 227.2 |